# فران بينيدا
فران بينيدا (بالإسبانية: Fran Pineda)‏ (23 مارس 1988 بمالقة في إسبانيا - ) هو لاعب كرة قدم إسباني في مركز الهجوم. لعب مع ميلسامي أورهي ونادي المغرب التطواني ونادي بادالونا ونادي جامعة مرسية ونادي خيريث وSD Formentera ‏ وUD Altea ‏ وAlhaurín de la Torre CF ‏ وAD Ceuta FC ‏ وAlcobendas CF ‏.

## روابط خارجية
- فران بينيدا على موقع قاعدة بيانات كرة القدم.إي يو (الإنجليزية)
- فران بينيدا على موقع Soccerway.com (الإنجليزية)